# Eurovision Young Musicians 2006
Het Eurovision Young Musicians 2006 was de dertiende editie van het muziekfestival en vond plaats op 12 mei 2006 in het Rathausplatz in Wenen. 

## Deelnemende landen
Achttien landen namen deel aan het festival, maar slechts zeven landen mochten naar de finale van het festival. Bulgarije en Servië en Montenegro debuteerden.

## Jury
De jury bestond uit acht leden, waarvan vier uit Oostenrijk kwamen. Deze acht juryleden kozen de finalisten en vervolgens de top drie. 
- Lidia Baich
- Ranko Marković
- Heinz Szihrovszkij
- / Carole Dawn Reinhart
- Martin Fröst
- Erik Niord Larsen
- Curtis Price
- Hiroko Szakagami

## Overzicht

### Finale
| Plaats | Land                | Muzikant            | Instrument |
| ------ | ------------------- | ------------------- | ---------- |
| 1      | Zweden              | Andreas Brantelid   | Cello      |
| 2      | Noorwegen           | Tine Thing Helseth  | Trompet    |
| 3      | Rusland             | Dmitri Majboroda    | Piano      |
| -      | Oostenrijk          | Daniela Koch        | Fluit      |
| -      | Roemenië            | Alina Elena Bercu   | Piano      |
| -      | Verenigd Koninkrijk | Jennifer Pike       | Viool      |
| -      | Zwitserland         | Simone Sommerhalder | Hobo       |

### Eerste halve finale
| Land                 | Artiest                     | Instrument | Resultaat      |
| -------------------- | --------------------------- | ---------- | -------------- |
| België               | Ilia Laporev                | Cello      | uit            |
| Bulgarije            | Ivan Szvetozarevo Gerasimov | Fagot      | uit            |
| Cyprus               | Jórgosz Mánnurisz           | Piano      | uit            |
| Griekenland          | Jónian-Ilia Kadesa          | Viool      | uit            |
| Kroatië              | Varga Zita                  | Cello      | uit            |
| Noorwegen            | Tine Thing Helseth          | Trompet    | gekwalificeerd |
| Roemenië             | Alina Elena Bercu           | Piano      | gekwalificeerd |
| Servië en Montenegro | Marija Godjrvač             | Piano      | uit            |
| Verenigd Koninkrijk  | Jennifer Pike               | Viool      | gekwalificeerd |
| Zwitserland          | Simone Sommerhalder         | Hobo       | gekwalificeerd |

### Tweede halve finale
| Land       | Artiest            | Instrument | Resultaat      |
| ---------- | ------------------ | ---------- | -------------- |
| Finland    | Visa Sippola       | Piano      | uit            |
| Nederland  | Kate Sebring       | Piano      | uit            |
| Oostenrijk | Daniela Koch       | Fluit      | gekwalificeerd |
| Polen      | Jacek Kortus       | Piano      | uit            |
| Rusland    | Dmitri Majboroda   | Piano      | gekwalificeerd |
| Slovenië   | Luka Šulić         | Cello      | uit            |
| Tsjechië   | Markéta Janoušková | Viool      | uit            |
| Zweden     | Andreas Brantelid  | Cello      | gekwalificeerd |

## Wijzigingen

Deelnemende landen
Landen die zich niet voor de finale kwalificeerden
Landen die in het verleden deelgenomen hebben, maar dit jaar afwezig zijn

### Debuterende landen
- Bulgarije
- Servië en Montenegro: In 2006 nam het land de eerste keer en tevens de laatste keer deel aan het festival, aangezien het land later dat jaar nog ontbonden werd. Servië deed als zelfstandig land in 2008 voor het eerst mee.

### Terugkerende landen
- Tsjechië

### Terugtrekkende landen
- Duitsland
- Estland

## Trivia
- Het Oostenrijkse jurylid Lidia Baich deed in 1996 en 1998 zelf aan het festival mee. Zij werd toen respectievelijk tweede en eerste namens Oostenrijk.

1982 · 1984 · 1986 · 1988 · 1990 · 1992 · 1994 · 1996 · 1998 · 2000 · 2002 · 2004 · 2006 · 2008 · 2010 · 2012 · 2014 · 2016 · 2018 · 2022 · 2024
Zie ook: Eurovisiedansfestival · Eurovisiesongfestival · Junior Eurovisiesongfestival · Eurovision Young Dancers · Eurovision Choir